# Rzeck (gmina)
Rzeck (początkowo przez krótki czas Rydłowo) – dawna gmina wiejska istniejąca w latach 1946–1954 w woj. olsztyńskim (dzisiejsze woj. warmińsko-mazurskie). Nazwa gminy pochodzi od wsi Rzeck (początkowo Rydłowo), lecz siedzibą władz gminy było miasto Biskupiec (odrębna gmina miejska).
Gmina Rydłowo powstała po II wojnie światowej na terenie tzw. Ziem Odzyskanych. 28 czerwca 1946 jako jednostka administracyjna powiatu reszelskiego gmina weszła w skład nowo utworzonego woj. olsztyńskiego. Przed 1947 rokiem nazwę gminy zmieniono na Rzeck. Według stanu z 1 lipca 1952 gmina była podzielona na 8 gromad: Bredynki, Kojtryny, Pudląg, Rasząg, Rukławki, Rzeck, Stanclewo i Zabrodzie.
Gmina została zniesiona 29 września 1954 wraz z reformą wprowadzającą gromady w miejsce gmin. Jednostki nie przywrócono 1 stycznia 1973 po reaktywowaniu gmin.